# مانوج كومار
مانوج كومار ممثل هندي من مواليد أبوت آباد في 16 مايو 1937.

## الأعمال

### أفلام
| السنة | العنوان                 | الدور  |
| ----- | ----------------------- | ------ |
| 1974  | الغذاء، الملابس والمأوى | بهارات |
| 1976  | رقم عشرة                | ارجون  |

## الأوسمة والجوائز

### وسام مدني
| السنة | الوسام    | النتيجة | م.    |
| ----- | --------- | ------- | ----- |
| 1992  | بادما شري | مُكرّم    | [ 5 ] |

### جوائز السينما الوطنية
| السنة | الفئة                     | العمل  | النتيجة | م.    |
| ----- | ------------------------- | ------ | ------- | ----- |
| 1968  | ثاني أفضل فيلم روائي طويل | أوبكار | فوز     | [ 6 ] |
| 2015  | جائزة داداساهيب فالك      | –      | مُكرّم    | [ 7 ] |

## روابط خارجية
- مانوج كومار على موقع IMDb (الإنجليزية)
- مانوج كومار على موقع أول موفي (الإنجليزية)
- مانوج كومار على موقع قاعدة بيانات الفيلم (الإنجليزية)
- مانوج كومار على موقع كينوبويسك (الروسية)